# Secretaria Estadual do Meio Ambiente do Ceará
| Secretaria Estadual do Meio Ambiente do Ceará                                                      |                               |
| Av. Pontes Viera, 2666 - Dionísio Torres, Fortaleza, CE CEP 60.135-238 https://www.sema.ce.gov.br/ |                               |
| Criação                                                                                            | 10 de março de 2015 (10 anos) |
| Atual secretária                                                                                   | Vilma Freire                  |

A Secretaria Estadual do Meio Ambiente do Ceará (Sema) foi criada em 2015 (Lei Nº 15.773, de 10 de março de 2015) marcando a primeira vez que o Estado tinha um órgão a nível de Secretaria exclusivo para atuação na política ambiental. 
A Secretaria tem como eixos: Sustentabilidade, Biodiversidade, Educação Ambiental, Fauna e Flora. Está vinculada a ela, a Superintendência Estadual do Meio Ambiente - Semace. Fazem parte de seus projetos a administração e defesa de 13 Áreas de Proteção Ambiental - APAs, cinco parques estaduais e um refúgio de vida silvestre. Há ainda duas regionais, uma na cidade de Sobral e outra no Crato.
De acordo com a lei 15798, de 01/06/2015, no seu Art. 3º, as competências da Secretaria do Meio Ambiente são: implementar a política ambiental do Estado; promover a articulação interinstitucional nos âmbitos federal, estadual e municipal; estabelecer mecanismos de participação da sociedade civil.
Da mesma forma, a lei 15798, de 01/06/2015, estabeleceu que o Conselho Estadual do Meio Ambiente – Coema, instituído pela Lei nº 11.411, de 28 de dezembro de 1987, e modificado pela Lei nº 12.910, de 9 de junho de 1999, ficasse vinculado à Secretaria do Meio Ambiente.
Desde sua criação no início da primeira administração do governador Camilo Santana, a Sema teve apenas um secretário, Artur José Viera Bruno.

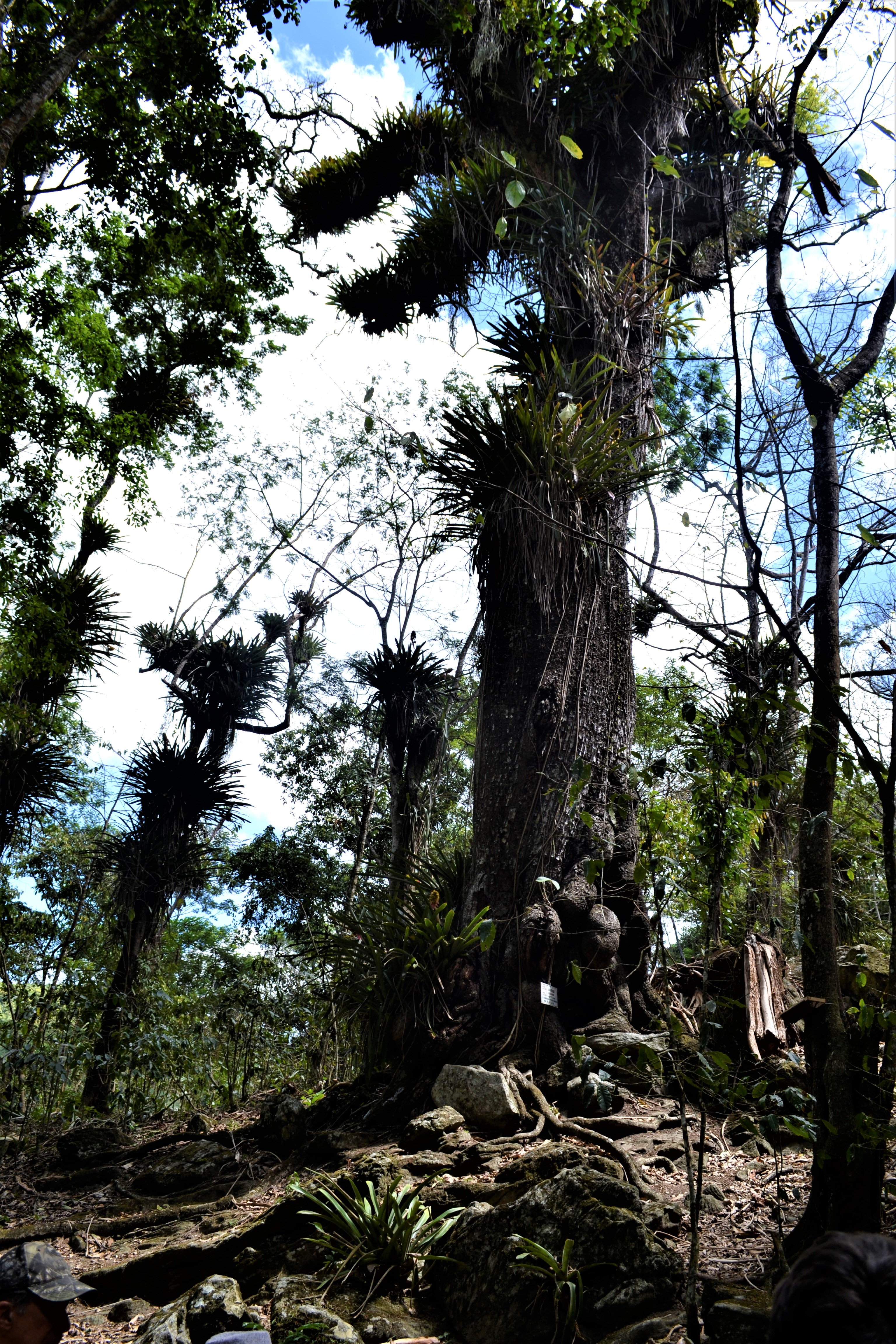
Serra de Baturité, localidade que possui Área de Proteção Ambiental para preservação da Mata Atlântica no Ceará

A Sema ganhou o Prêmio Muriqui em 2021, uma das mais importantes homenagens às ações ambientais no país. A distinção Conservacionista Brasileira foi um reconhecimento ao trabalho realizado pela preservação e promoção do desenvolvimento sustentável em área da Mata Atlântica.

## Histórico
A Superintendência Estadual de Meio Ambiente – SEMACE, criada em 1987 (Lei nº 11.411, de 28/12/1987), foi o primeiro órgão oficial do Estado a executar exclusivamente políticas de meio ambiente. Ela estava vinculada à Secretaria de Insfraestrutura. No mesmo ano, o Conselho Estadual de Meio Ambiente - Coema foi instituído com jurisdição em todo o estado e composição paritária (metade com integrantes do governo e metade da sociedade civil).
Em 2001, atendendo a pedido do Coema, é criada a Secretaria da Ouvidoria-Geral e do Meio Ambiente – SOMA (Lei n.º 13.093 de 08/01/2001), reunindo o trabalho de políticas ambientais e a Ouvidoria-Geral do Estado. 
Em fevereiro de 2007, foi criado o Conselho de Políticas e Gestão do Meio Ambiente - CONPAM (Lei Estadual n° 13.875, de 07/022007). O Conselho tinha a missão de promover a defesa do meio ambiente, bem como formular, planejar e coordenar a Política Ambiental do Estado e funcionou com status de secretaria até a criação da SEMA, em 2015.

## Entidades vinculadas

### Semace

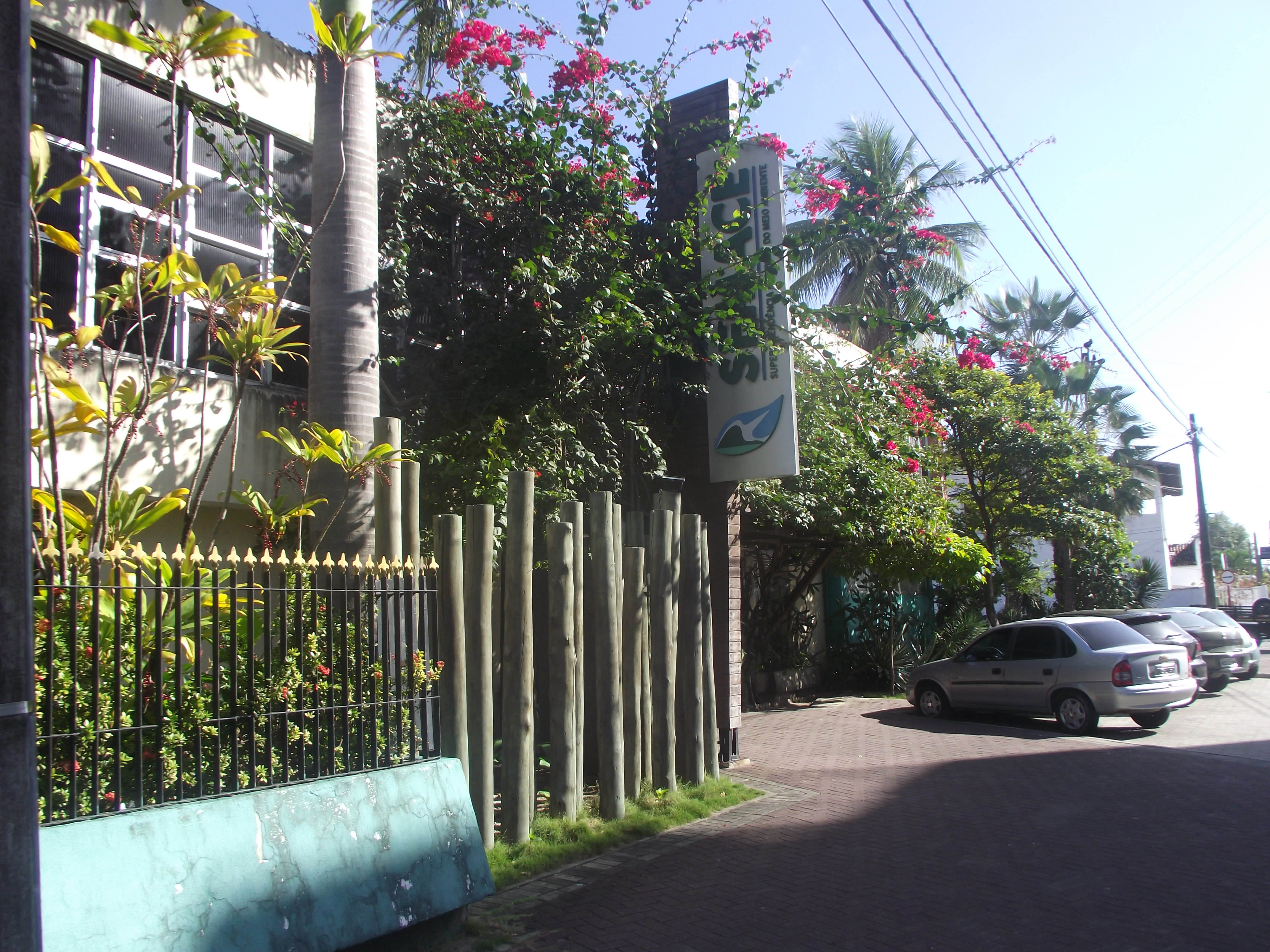
Fachada da Semace, em Fortaleza-CE

A Superintendência Estadual do Meio Ambiente - Semace é uma autarquia vinculada à Secretaria do Meio Ambiente que tem a responsabilidade de executar a Política Ambiental do Estado do Ceará (Lei Estadual 11.411 (DOE – 04/01/88), de 28 de dezembro, depois alterada pela Lei nº 12.274 (DOE – 08/04/94), de 05 de abril de 1994), e integra, como órgão seccional, o Sistema Nacional do Meio Ambiente (Sisnama).  A função do órgão é cumprir e fazer cumprir as normas estaduais e federais de proteção, recuperação, controle e utilização racional dos recursos ambientais. Os programas da Superintendência cobrem cinco eixos: Meu Ambiente, Sou Semace, Mais Semace, Estruturar e Interagir.

### Siema
O Sistema Estadual do Meio Ambiente - Siema foi instituído pela Lei complementar 231 que entrou em vigor em janeiro de 2021. A iniciativa tinha objetivo de reformular a política estadual de meio ambiente, fortalecendo o trabalho de preservação. Entidades direta ou indiretamente administradas pelo Governo passaram a trabalhar em rede, como uma força tarefa para proteger a qualidade ambiental e aumentar a fiscalização.
A implantação do Siema criou duas outras entidades: a Câmara Recursal de Infrações Ambientais (CRIA), última instância recursal, competindo-lhe julgar os processos administrativos infracionais, após decisão em primeira instância pela Semace; e o Fundo Estadual do Meio Ambiente (FEMA), com a finalidade de reunir recursos em prol do desenvolvimento de projetos e políticas que visem à conservação da biodiversidade.
Os recursos do Fundo  Estadual do Meio Ambiente financiam o desenvolvimento de projetos e políticas para a conservação da biodiversidade no Estado. O Conselho Estadual Gestor do Fema é escolhido por meio de sorteio.

## Principais programas

### Projeto Agente Jovem Ambiental (AJA)
Tem objetivo de estimular a participação de jovens em projetos sustentáveis, através da inclusão social e ambiental, viabilizando o desenvolvimento de suas competências e habilidades, ampliando as oportunidades de geração de renda e o protagonismo juvenil, focando na melhoria da qualidade de vida e na preservação do meio ambiente. Os jovens são selecionados por meio de Edital e obedecem a requisitos como: ter idade entre 15 (quinze) e 29 (vinte e nove) anos, matriculados ou que tenham concluído o ensino médio em escola pública do Estado do Ceará e integrantes de famílias cadastradas no Cadastro Único para Programas Sociais - CadÚnico.

### Programa Estadual de apoio às Reservas Particulares do Patrimônio Natural – RPPN
O Programa de apoio às RPPN busca apoiar proprietários de imóveis urbanos e rurais para a instituição e implementação de Reservas Particulares, de acordo com o capítulo III do Decreto Estadual n° 31.255, de 26 de junho 2013 e Decreto Nº 32.309, de 21 de agosto de 2017. Uma vez reconhecidas pelo Poder Público, as RPPNs passam a integrar o Sistema Nacional de Unidades de Conservação (SNUC), protegendo remanescentes florestais, habitat para fauna associada, contribuindo para a manutenção dos serviços ecossistêmicos, em água, regulação climática, combate à erosão, além de proteger paisagens.

### Programa de Incentivo às Unidades de Conservação Municipais – ProUCm
O ProUCm propõe o aumento das unidades de conservação no Estado do Ceará, apoiando os municípios, tanto na criação, quanto na efetividade da gestão dessas áreas protegidas.